# Xya frontomaculatus
Xya frontomaculatus är en insektsart som först beskrevs av Günther, K.K. 1974.  Xya frontomaculatus ingår i släktet Xya och familjen Tridactylidae. Inga underarter finns listade i Catalogue of Life.